# La Ferrière-Harang
La Ferrière-Harang is een voormalige gemeente in het Franse departement Calvados in de regio Normandië en telt 282 inwoners (1999).
De kerk is uit de 17e en 18e eeuw. Verder is er een 15e-eeuwse kapel. Het spoorwegviaduct over de rivier Souleuvre ligt op de grens met Carville en werd ontworpen door Gustave Eiffel. De spoorweg werd eind jaren 1960 opgebroken maar de brugpijlers zijn nog zichtbaar.

## Geschiedenis
De gemeente viel onder het kanton Le Bény-Bocage totdat dat op 22 maart 2015 werd opgegeven en alle gemeenten van het kanton werden opgenomen in het kanton Condé-sur-Noireau. Op 1 januari 2016 fuseerden de gemeenten van het gemeentelijke samenwerkingsverband communauté de communes de Bény-Bocage, dat overeenkwam met het opgeheven kanton, tot de huidige gemeente Souleuvre-en-Bocage. Deze gemeente maakt deel uit van het arrondissement Vire.

## Geografie
De oppervlakte van La Ferrière-Harang bedraagt 11,6 km², de bevolkingsdichtheid is 24,3 inwoners per km².
La Ferrière-Harang ligt op een hoogte boven de valleien van de Roucamps en de Souleuvre.
De onderstaande kaart toont de ligging van La Ferrière-Harang met de belangrijkste infrastructuur en aangrenzende gemeenten.

## Demografie
Onderstaande figuur toont het verloop van het inwonertal (bron: INSEE-tellingen).
Vanwege een beveiligingsprobleem met de MediaWiki Graph-software is het momenteel niet mogelijk deze grafiek weer te geven. Zodra de software is bijgewerkt zal de grafiek vanzelf weer zichtbaar worden.
Beaulieu · Le Bény-Bocage · Bures-les-Monts · Campeaux · Carville · Étouvy · La Ferrière-au-Doyen · La Ferrière-Harang · La Graverie · Malloué · Montamy · Mont-Bertrand · Montchauvet · Le Reculey · Saint-Denis-Maisoncelles · Sainte-Marie-Laumont · Saint-Martin-des-Besaces · Saint-Martin-Don · Saint-Ouen-des-Besaces · Saint-Pierre-Tarentaine · Le Tourneur